# Sommières
Sommières  (en occitano Someire) es una población y comuna francesa, situada en la región de Languedoc-Rosellón, departamento de Gard, en el distrito de Nîmes y cantón de Sommières.

## Demografía
| 3145 | 3311 | 3070 | 2934 | 3250 | 3677 | 4505 | 4510 | 4463 | 4536 |
| Para los censos de 1962 a 1999 la población legal corresponde a la población sin duplicidades (Fuente: INSEE [Consultar]) |      |      |      |      |      |      |      |      |      |

## Historia
El famoso puente sobre el Río Vidourle fue construido por el emperador Tiberio durante el siglo I. Al principio del siglo X, la población empezó a construir sobre el puente. Ahora se pueden ver únicamente siete arcos de los veinte originales.